# Liste du patrimoine immobilier classé d'Ittre
Cette page regroupe l'ensemble du patrimoine immobilier classé de la commune belge d'Ittre.
| Objet                                                                                                 | Année de construction / Architecte | Adresse               | Section communale | Coordonnées                      | Numéro d’inventaire | Illustration                                 |
| --- | ---------------------------------- | --------------------- | ----------------- | -------------------------------- | ------------------- | -------------------------------------------- |
| Ferme de la Motte (façades et toitures) ainsi que ses dépendances, à l'exclusion des parties modernes |                                    |                       |                   | 50° 40′ 21″ nord, 4° 14′ 16″ est | 25044-CLT-0003-01   | Image manquanteTéléverser                    |
| L'église Saint-Laurent (M) et alentours (S).                                                          |                                    |                       |                   | 50° 39′ 09″ nord, 4° 17′ 54″ est | 25044-CLT-0004-01   | L'église Saint-Laurent (M) et alentours (S). |
| Bois des Rocs (S)                                                                                     |                                    |                       |                   | 50° 37′ 35″ nord, 4° 12′ 54″ est | 25044-CLT-0005-01   | Image manquanteTéléverser                    |
| Manoir dénommé La Tourette (façades et toitures)                                                      |                                    | Rue d'Asquempont, n°2 |                   | 50° 38′ 31″ nord, 4° 14′ 12″ est | 25044-CLT-0006-01   | Image manquanteTéléverser                    |